# Mistrovství světa v atletice 1999 – desetiboj muži
Desetiboj na MS 1999 v Seville (24. – 25. 8. 1999) byl ve znamení suverénní obhajoby mistrovského titulu z Athén 1997 pro českého desetibojaře Tomáše Dvořáka. Ten zvítězil téměř o 200 bodů před Britem Deanem Maceym a Američanem Chrisem Huffinsem. Další Čech Roman Šebrle bojoval se zraněním a závod nakonec nedokončil, stejně jako například Tom Pappas nebo Frank Busemann.

## Průběh boje o medaile
Huffins zvítězil na stovce za 10,43 s., Dvořák (10,60 s.) ani Macey (10,69 s.) výrazně nezaostali. Dálku vyhrál v celém soutěžním poli Dvořák (798 cm) před Huffinsem (767 cm) a Maceym (748 cm). Stejné pořadí se opakovalo i v kouli (Dvořák 16,49 m, Huffins 15,67 m., Macey 15,14 m). Ve výšce uletěl oběma soupeřům Macey (212 cm), Dvořák i Huffins brali body za 200 cm. Brit také s přehledem vyhrál čtyřstovku (46,72 s.) před Dvořákem (48,42 s.) i Huffinsem (49,04 s.). Na 110 m. překážek kraloval Dvořák (13,75 s.), Huffins zaběhl 13,98 s. a Macey již s odstupem 14,35 s. V disku si polepšil Huffins s výkonem 49,48 m., Dvořák hodil 46,26 m. a Macey 43,78 m. V tyči zůstal Dvořák na 460 cm, což platí také o Britovi, Huffins zvládl i 480 cm. V oštěpu byl Macey (64,03 m.) i Huffins (64,35 m.) daleko za Dvořákem (70,11 m.). Závěrečnou patnáctistovku tak český desetibojař (tehdy světový rekordman) pohodlně proběhl za 4:39,87 minuty a získal svoji druhou mistrovskou zlatou medaili výkonem 8744 bodů. Macey (8556 bodů) nakonec těsně porazil Huffinse (8547 bodů) v boji o stříbro časem 4:29,31 min., Američan doběhl až v čase 4:53,83 min. Dvořák zaznamenal tři nejlepší výkony z celého startovního pole (dálka, koule, 110 m. př.), Macey dva (výška, 400 m.) a Huffins jeden (100 m.). Z dalších zajímavých výkonů lze uvést skvělý skok o tyči Francouze Sébastiena Levicqua – 550 cm, tento závodník nakonec skončil poměrně těsně čtvrtý. Z 25 desetibojařů nakonec dokončilo závod 16.